# Konståret 1982

## Händelser

### Oktober
- 23 oktober – Mer än hälften av alla konstverk i världen av Rembrandt uppges av en grupp nederländska konsthistoriker ha målats av hans lärjungar, eller andra samtida konstnärer.[1]

### November
- 5 november – Prins Eugen-medaljen tilldelas Karl Axel Pehrson, målare, Karin Björquist, keramiker, Palle Pernevi, skulptör, Erik Thommesen, dansk skulptör, Birger Kaipiainen, finländsk konsthantverkare, och Sverre Fehn, norsk arkitekt.

## Verk
- Avigdor Arikha – Marie-Catherine.
- Wolf Kahn – Min lada en sommarnatt.
- Euan Uglow – Zagi.

## Födda
- 7 december –
  - Emma Adbåge, svensk illustratör, serietecknare och barnboksförfattare.
  - Lisen Adbåge, svensk illustratör, serietecknare och barnboksförfattare
- okänt datum – Martin Burgos, svensk graffitikonstnär.

## Avlidna
- 6 februari – Ben Nicholson (född 1894), brittisk konstnär.
- 25 februari – Christian Schad (1894), tysk konstnär.
- 4 mars – Arne Andersson (född 1915),  svenska konstnär
- 12 juli – Sigge Jernmark (född 1887), svensk konstnär och tecknare.
- 23 juli – Betty Parsons  (född 1900), amerikansk målare och gallerist.
- 21 augusti – Taisto Martiskainen  (född 1943), finländsk skulptör.
- 30 oktober – Gulli Lundquister, (född 1900), svensk textilkonstnär.
- 19 november – Carin Cassel (född 1902), svernsk konstnär

### Fotnoter
1. ↑   Horisont 1982. Bertmarks